# Finschhafen (Distrikt)
Finschhafen ist ein Distrikt an der durch Korallenriffe ausgezeichneten Nordostküste der Morobe-Provinz von Papua-Neuguinea. Er ist nach dem gleichnamigen Hafenort benannt, der 1885 als Handelsstation der von privaten deutschen Investoren getragenen Neuguinea-Kompagnie gegründet wurde. Finschhafen liegt an der Salomonensee nordöstlich vom Huon-Golf in der Nähe des Ortes Sattelberg am Kap Kretin.
Der Distrikt besteht aus fünf „Gebieten auf lokaler  Verwaltungsebene“, Local Level Government (LLG) Areas, die in Rural (ländliche) oder Urban (städtische) LLGs unterschieden werden. Es sind das Hube Rural LLG, das Kotte Rural LLG, das Finschhafen Urban LLG, das Yabim-Mape Rural LLG und das Burum-Kuat Rural LLG. Die Distriktverwaltung liegt in der Regierungsstation Gagidu, die sich im Yabim Mape LLG befindet. Sattelberg ist der Hauptort des Kotte Rural LLG.
Der Distrikt umfasst etwa 2.771 km², 2003 lebten 45.287 Einwohner im Distrikt Finschhafen.

## Geschichte

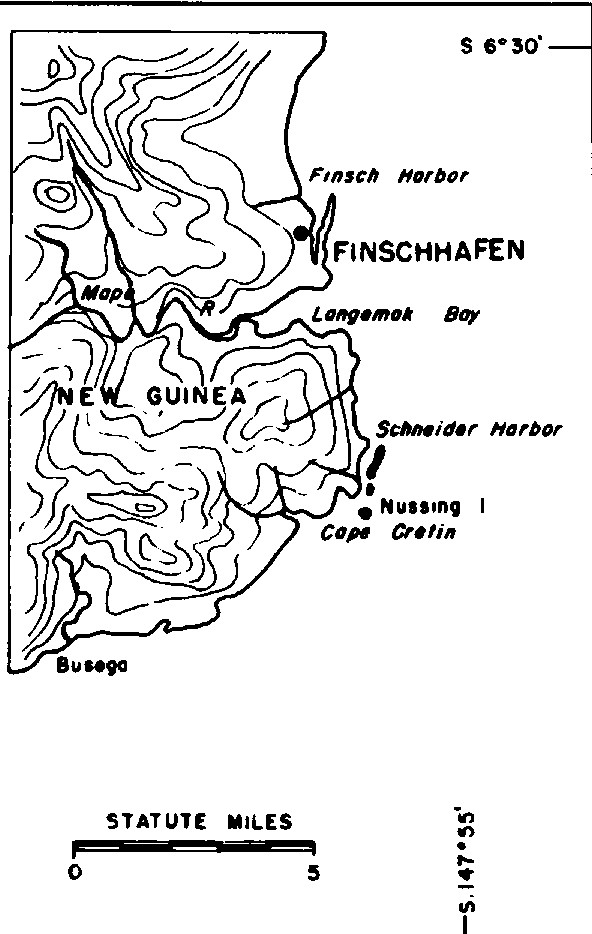
Lage der Station Finschhafen nördlich der Langemak Bay (US-Militärkarte von 1947)

Der Naturhafen wurde 1884 vom deutschen Forscher Otto Finsch entdeckt. Ende 1885 entstand der nach Finsch benannte Ort als Posten der Neuguinea-Kompagnie. Von 1886 bis 1891 war Finschhafen Hauptort der Gesellschaft. 1891 wurde die Siedlung wegen einer Malaria-Epidemie, der auch der Generaldirektor der Kompanie zum Opfer fiel, verlassen und erst zehn Jahre später, 1901, wieder begründet.
Von 1908 bis 1910 forschte der Berliner Arzt Richard Neuhauss am Huongolf und machte mit dem Edison-Phonographen 139 Musikaufzeichnungen auf Phonographenwalzen, die meisten bei Völkern in der Gegend um Finschhafen. Die erhaltenen Aufnahmen dokumentieren einen von der christlichen Mission noch kaum beeinflussten und heute verschwundenen Teil der Musik Neuguineas.